# Coppa COSAFA 2004
La Coppa COSAFA 2004 (2004 COSAFA Cup) fu la settima edizione della Coppa COSAFA, competizione calcistica per nazione organizzata dal Consiglio per le Associazioni Calcistiche dell'Africa del Sud (COSAFA). La competizione si svolse in forma itinerante dal 13 giugno al 20 novembre 2004 e vide la partecipazione di otto squadre: Angola, Botswana, Malawi, Mauritius, Mozambico, Swaziland, Zambia e Zimbabwe.

## Formula
- Qualificazioni

Zimbabwe (come detentore del titolo), Malawi (come finalista dell'edizione precedente), Zambia e Swaziland (come semifinaliste dell'edizione precedente) sono qualificati direttamente alla fase finale. Rimangono 8 squadre per 4 posti disponibili per la fase finale.
Playoff - 8 squadre, giocano partite di sola andata. Le vincenti si qualificano alla fase finale.
- Fase finale

Fase a eliminazione diretta - 8 squadre, giocano partite di sola andata. La vincente si laurea campione COSAFA.

## Squadre partecipanti
| Pr. | Squadra   | Data di qualificazione certa | Partecipante in quanto                              | Partecipazioni precedenti al torneo          | Ultima presenza |
| --- | --------- | ---------------------------- | --------------------------------------------------- | -------------------------------------------- | --------------- |
| 1   | Zimbabwe  | 20 aprile 2003               | Rappresentativa della nazione detentrice del titolo | 6 (1998, 1999, 2000, 2001, 2002, 2003)       | 2003            |
| 2   | Malawi    | -                            | Qualificata di diritto                              | 5 (1997, 2000, 2001, 2002, 2003)             | 2003            |
| 3   | Zambia    | -                            | Qualificata di diritto                              | 7 (1997, 1998, 1999, 2000, 2001, 2002, 2003) | 2003            |
| 4   | Swaziland | -                            | Qualificata di diritto                              | 5 (1999, 2000, 2001, 2002, 2003)             | 2003            |
| 5   | Mauritius | 10 gennaio 2004              | Vincente del playoff della fase di qualificazione   | 1 (2001)                                     | 2001            |
| 6   | Botswana  | 28 febbraio 2004             | Vincente del playoff della fase di qualificazione   | 1 (2003)                                     | 2003            |
| 7   | Mozambico | 18 aprile 2004               | Vincente del playoff della fase di qualificazione   | 5 (1997, 1998, 1999, 2002, 2003)             | 2003            |
| 8   | Angola    | 9 maggio 2004                | Vincente del playoff della fase di qualificazione   | 5 (1998, 1999, 2000, 2001, 2002)             | 2002            |

Nella sezione "partecipazioni precedenti al torneo", le date in grassetto indicano che la nazione ha vinto quella edizione del torneo, mentre le date in corsivo indicano la nazione ospitante.

## Fase finale

### Fase a eliminazione diretta

#### Tabellone
|  | Quarti di finale | Quarti di finale | Quarti di finale |        |           | Semifinali | Semifinali | Semifinali |  |  | Finale | Finale | Finale |  |
|  |                  |                  |                  |        |           |            |            |            |  |  |        |        |        |  |
|  | Mozambico        | Mozambico        | 2                |        |           |            |            |            |  |  |        |        |        |  |
|  | Mozambico        | Mozambico        | 2                |        |           |            |            |            |  |  |        |        |        |  |
|  | Malawi           | Malawi           | 0                |        |           |            |            |            |  |  |        |        |        |  |
|  | Malawi           | Malawi           | 0                |        | Mozambico | Mozambico  | 0          |            |  |  |        |        |        |  |
|  |                  |                  |                  |        | Mozambico | Mozambico  | 0          |            |  |  |        |        |        |  |
|  |                  |                  | Angola           | Angola | 1         |            |            |            |  |  |        |        |        |  |
|  | Angola           | Angola           | Angola           | Angola | 1         | 1 (5)      |            |            |  |  |        |        |        |  |
|  | Angola           | Angola           |                  |        |           |            |            |            |  |  |        |        |        |  |
|  | Botswana         | Botswana         | 1 (3)            |        |           |            |            |            |  |  |        |        |        |  |
|  | Botswana         | Botswana         | 1 (3)            |        | Angola    | Angola     | 0 (5)      |            |  |  |        |        |        |  |
|  |                  |                  |                  |        |           |            |            |            |  |  |        |        |        |  |
|  |                  |                  | Zambia           | Zambia | 0 (4)     |            |            |            |  |  |        |        |        |  |
|  | Swaziland        | Swaziland        | Zambia           | Zambia | 0 (4)     | 0          |            |            |  |  |        |        |        |  |
|  | Swaziland        | Swaziland        |                  |        |           |            |            |            |  |  |        |        |        |  |
|  | Zimbabwe         | Zimbabwe         | 5                |        |           |            |            |            |  |  |        |        |        |  |
|  | Zimbabwe         | Zimbabwe         | 5                |        | Zimbabwe  | Zimbabwe   | 0 (4)      |            |  |  |        |        |        |  |
|  |                  |                  |                  |        | Zimbabwe  | Zimbabwe   | 0 (4)      |            |  |  |        |        |        |  |
|  |                  |                  | Zambia           | Zambia | 0 (5)     |            |            |            |  |  |        |        |        |  |
|  | Zambia           | Zambia           | Zambia           | Zambia | 0 (5)     | 3          |            |            |  |  |        |        |        |  |
|  | Zambia           | Zambia           |                  |        |           |            |            |            |  |  |        |        |        |  |
|  | Mauritius        | Mauritius        | 1                |        |           |            |            |            |  |  |        |        |        |  |

#### Quarti di finale
| Arbitro: | Kaoma |

|                          |           |  |
| Mabedi 42’ (aut.) Tó 62’ | Marcatori |  |

| Arbitro: | Infante |

|  |           |                                                        |
|  | Marcatori | 7’ Kasinuayo 41’, 58’, 81’ Ndlovu 54’ (aut.) Masangane |

| Arbitro: | Phomane |

|           |                      |                  |
| Flávio 3’ | Marcatori            | 25’ Mothlabankwe |
|           | Tiri di rigore 5 – 3 |                  |

| Arbitro: | Manuel |

|                                    |           |           |
| Mulenga 11’ Mumamba 55’ Bwalya 68’ | Marcatori | 70’ Appou |

#### Semifinali
| Arbitro: | Jovinala |

|  |           |            |
|  | Marcatori | 68’ Flávio |

| Harare 24 ottobre 2004                       | Zimbabwe             | 0 – 0 | Zambia | National Sports Stadium |
| \| \| \| \| \| \| Tiri di rigore 4 – 5 \| \| |                      |       |        |                         |
|                                              |                      |       |        |                         |
|                                              | Tiri di rigore 4 – 5 |       |        |                         |

#### Finale
| Lusaka 20 novembre 2004 Andata               | Zambia               | 0 – 0 (d.t.s.) | Angola | Stadio dell'Indipendenza |
| \| \| \| \| \| \| Tiri di rigore 4 – 5 \| \| |                      |                |        |                          |
|                                              |                      |                |        |                          |
|                                              | Tiri di rigore 4 – 5 |                |        |                          |